# كوه سرك السفلي (كوهمرة خامي)
کوه سرك السفلی (بالفارسية: کوه سرک سفلی) هي قرية تقع في إيران في قسم كوهمرة خامي الريفي. يقدر عدد سكانها بـ 32 نسمة بحسب إحصاء 2016.